# Şalgam
Lo şalgam (da pronunciare "scial-gam"), anche detto şalgam suyu, è una bevanda originaria della Turchia sud orientale.
 Come suggerisce il suo nome, che significa "succo di rapa", tale bevanda viene preparata utilizzando rape rosse e carote fermentate. Similmente al rakı e all'ayran, lo şalgam viene bevuto dopo aver mangiato kebab. Una variante dello şalgam è l'acılı şalgam, che contiene peperoncino.
Questa bevanda viene ritenuta a livello popolare utile per migliorare la circolazione, rinforzare le pareti dei vasi capillari, ridurre l'ipertensione e favorire la digestione, stimolando le secrezioni gastriche.
Secondo la maggior parte della popolazione turca, la versione migliore di questa bevanda viene preparata ad Adana.